# Norwest (métro de Sydney)
Pour les articles homonymes, voir Norwest.
Norwest est une station du métro de Sydney en Australie, située dans le quartier de Norwest du comté des Hills en Nouvelle-Galles du Sud, mise en service le 26 mai 2019.

## Situation sur le réseau
Établie en souterrain, elle est située entre Bella Vista au nord-ouest et Hills Showground à l'est. Elle comprend un quai central entre les deux voies de circulation.

## Histoire
La station est mise en service le 26 mai 2019 en même temps que la première ligne du métro de l'agglomération.